# Maria A. Barucci
Maria Antonella Barucci, är en italiensk astronom.
Minor Planet Center listar henne under namnet M. A. Barucci och som upptäckare av 3 asteroider.
Asteroiden 3485 Barucci är uppkallad efter henne.

## Asteroider upptäckta av Maria A. Barucci
| 3362 Khufu [A]                                                 | 30 augusti 1984  |
| 3752 Camillo [B]                                               | 15 augusti 1985  |
| (15692) 1984 RA                                                | 1 september 1984 |
| Upptäckt tillsammans med: A R. Scott Dunbar B Eleanor F. Helin |                  |